# ميخائيل البرجي
ميخائيل البرجي (اليونانية: Μιχαήλ Βούρτζης، حرفيًّا: مايكل بروتزيس) (حوالي 930/35 - بعد 996 م) كان قائدًا عسكريًا بيزنطيًا رائدًا في أواخر القرن العاشر. اشتهر باستيلائه على أنطاكية من العرب في عام 969 م، لكنه سقط في العار على يد الإمبراطور نقفور الثاني الفوكاسي. استاء البرجي من الإهانة، فانضم إلى المتآمرين الذين اغتالوا الإمبراطور نقفور بعد بضعة أسابيع. يظهر ميخائيل مرة أخرى في دور بارز في الحرب الأهلية بين الإمبراطور باسيل الثاني والمتمرد بارداس سكليروس [الإنجليزية]، ويغير ولائه من الإمبراطور إلى المتمرد ثم يعود مرة أخرى. ومع ذلك، فقد أعاد باسيل الثاني تعيينه دوقًا لأنطاكية [الإنجليزية]، وهو المنصب الذي احتفظ به حتى عام 995 م، عندما تم إعفاؤه بسبب إخفاقاته وخسارته في الحرب ضد الفاطميين؛ حيث استطاعوا الدفاع عن ثغور المسلمين، وتقليص السيطرة البيزنطية.

## السيرة

### المسيرة المهنية في عهد نقفور الثاني ويوحنا تزيمسكيس

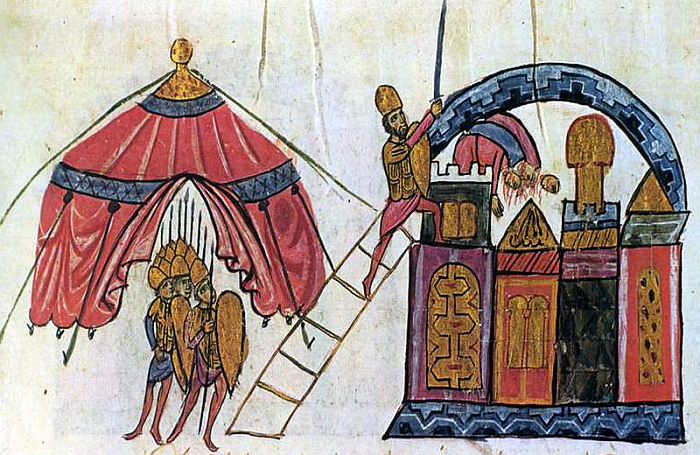
الاستيلاء على أنطاكية في 28 تشرين الأول 969 من القوات البيزنطية بقيادة ميخائيل (يظهر وهو يخطو على الجدار)، من سجلات جون سكيليتزيس.

كان ميخائيل البرجي أول عضو بارز في عائلة بورتز، التي نشأت في منطقة الفرات العليا، والتي أصبحت فيما بعد واحدة من العشائر الرئيسية للأرستقراطية العسكرية البيزنطية خلال القرن الحادي عشر. وقد تم اقتراح الاسم على أنه مشتق إما من الكلمة العربية "برج" أو من اسم المكان "بورتز" أو سوتيريوبوليس [الإنجليزية] بالقرب من طرابزون. وبالمثل فإن الأصل العرقي للعائلة محل نزاع بين العلماء: اقترح معظم المؤرخين ومنهم فيتالين لوران [الإنجليزية] وجان كلود شينيت أنه من أصل عربي، بينما ادّعى البعض مثل بيتر شارانيس [الإنجليزية] ونيكولاس أدونتز [الإنجليزية] أنه من أصل أرمني.
تاريخ ميلاد ميخائيل غير معروف، ولكن من المحتمل أن يكون في وقت ما بين عامي 930 و935 م. ذُكر لأول مرة في أواخر عام 968 م، عندما عيَّنه الإمبراطور نقفور الثاني فوكاس (حكم من 963 إلى 969 م) بطريقًا للروم وإستراتيجيوس للبند الصغير ماورون أوروس ("الجبل الأسود")، على الحدود الجنوبية لجبال أمانوس. مع قاعدته في القلعة المبنية حديثًا في باجراس، كُلِّف ميخائيل مع ألف رجل بالسيطرة على المداخل الشمالية لمدينة أنطاكية التي يسيطر عليها العرب من الإمارة الحمدانية. وخلافًا لأوامر نقفور بعدم مهاجمة المدينة في غيابه، أقنع ميخائيل في أواخر خريف عام 969 م خائنًا داخل المدينة بتسليم أحد الأبراج الرئيسة في السور، والذي احتله على الفور في 28 تشرين الأول. ثم دافع عن هذا الموقع ضد الهجمات المتكررة من المدافعين الحمدانيين عن المدينة لمدة ثلاثة أيام، حتى وصلت التعزيزات بقيادة الستراتوبيدارك [الإنجليزية] بِيتر وأمَّن المدينة للبيزنطيين. وعلى الرغم من دوره الرئيس في هذا النجاح، إلا أن مكافأة ميخائيل كانت ناقصة بشكل واضح: فقد غضب منه الإمبراطور نقفور بسبب عصيانه لأوامره، أو وفقًا لرواية أخرى، بسبب إشعاله النيران وتدمير جزء كبير من المدينة، فطرده من منصبه وعيَّن أحد أقاربه، أوستاثيوس ماليينوس [الإنجليزية]، كأول حاكم لأنطاكية.
غاضبًا من هذه المعاملة، انضم ميخائيل إلى مؤامرة تضم عددًا من القادة البارزين الآخرين الذين كانوا ساخطين على نقفور، وعلى رأسهم يوحنا تزيمسكيس. في ليلة 10/11 كانون الأول 969 م، تمكنت مجموعة من هؤلاء المتآمرين، بما في ذلك تزيمسكيس وميخائيل، من الوصول إلى قصر بوكوليون [الإنجليزية] الإمبراطوري عن طريق البحر، وشرعوا في قتل الإمبراطور وتنصيب تزيمسكيس خلفًا له. وعلى الرغم من دوره البارز في اغتيال نقفور الثاني، فإن المصادر التاريخية بالكاد تذكر ميخائيل طوال فترة حكم تزيمسكيس (969-976). ويسجل يحيى الأنطاكي فقط أنه في صيف عام 971 م، ومعه 12 ألف رجل، أشرف على الإصلاحات التي أجريت على أسوار أنطاكية بعد الزلزال وأعدم أحد قتلة البطريرك خرسطفورس، ولكن ليس من المؤكد ما إذا كان قد وُضع في القيادة هناك كحاكم. بل إنه في وقت وفاة تزيمسكيس في كانون الثاني 976 م، ذكر جون سكيليتزيس أنه كان قائدًا [الإنجليزية] للنخبة من ستراتيلاتاي [الإنجليزية] في جيش بارداس سكليروس [الإنجليزية].

### المسيرة المهنية تحت قيادة باسيل الثاني

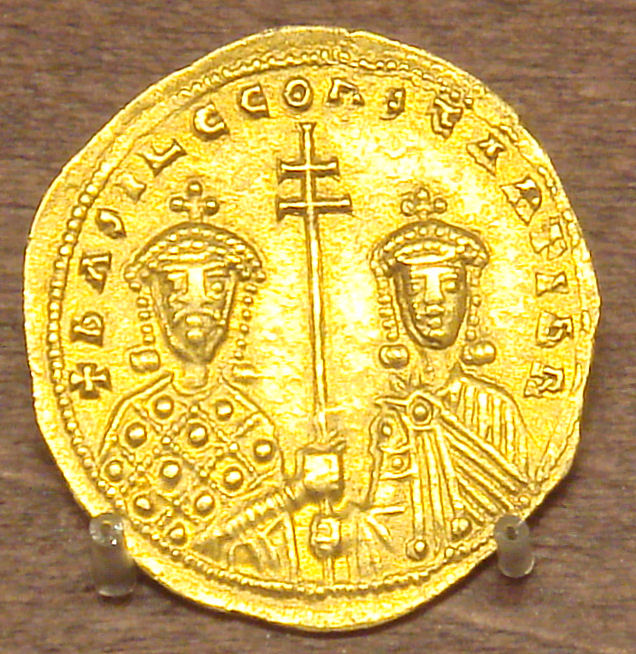
الإمبراطور باسيليوس الثاني (حكم من 976 إلى 1025) مع شقيقه الأصغر والإمبراطور المشارك قسطنطين الثامن.

وعند وفاة تزيمسكيس، عادت السلطة الإمبراطورية إلى الأباطرة الشرعيين، الأخوين الشابين باسيل الثاني (حكم من عام 976 إلى عام 1025) وقسطنطين الثامن (إمبراطور مشارك حتى عام 1025، وإمبراطور وحيد في الفترة من عام 1025 إلى عام 1028). ولكن نظرًا لصغر سنهم وقلة خبرتهم، فقد ظلت الحكومة في الأساس في أيدي باراكويمومينوس [الإنجليزية] القوي، باسيل ليكابينوس. وعلى الفور تقريبًا، تحرك الباراكويمومينوس لإحباط أي تحركات من جانب أحد أقطاب الأناضول الأقوياء للاستيلاء على العرش والحكم باعتباره "وصيًا" مفترضًا على الإمبراطورين الشابين، كما فعل فوكاس وتزيمسكيس. وتبع ذلك إعادة ترتيب عامة لأهم المناصب العسكرية في الشرق، وهو ما فسره مؤرخون لاحقون مثل سكيليتزيس على أنه خطوة لإضعاف موقف الاستراتيجيين ذوي القوة المفرطة. في هذه المرحلة، عُين بورتز قائدًا للقوات في شمال سوريا، وكان مقره في أنطاكية؛ في الواقع، يبدو أنه كان أول من حصل على لقب دوكس أنطاكية. وفقًا لسكايليتزيس، صُممَت هذه الخطوة من الباراكويمومينوس لإبعاده عن علاقته الوثيقة مع سكليروس، الذي كان أحد كبار قادة الإمبراطورية والقائد الثاني بحكم الأمر الواقع تحت قيادة قريبه تزيمسكيس، وكان مرشحًا رئيسًا للاستيلاء على العرش. بعد تعيينه مباشرة تقريبًا، انطلق ميخائيل في غارة عميقة على الشام التي يسيطر عليها الفاطميون، ووصل إلى طرابلس وعاد بالكثير من الغنائم؛ وكانت الغارة مُفاجئة للفاطميين، الذين بدؤوا بتجهيز الدفاعات ضد البيزنطة.
في الربيع، ثار بارداس سكليروس، الذي تم تعيينه الآن دوكس لبلاد ما بين النهرين البندية [الإنجليزية]، وأعلن نفسه إمبراطورًا في قاعدته في ملطية. أمرَت القسطنطينية ميخائيل بقيادة قواته شمالًا، والانضمام إلى جيش أوستاثيوس ماليينوس، حاكم قيليقية الحالي، ومنع المتمردين من عبور جبال أنتيوروس [الإنجليزية]. وبعد أن ترك ابنه في السيطرة على أنطاكية، امتثل ميخائيل وسار شمالًا. ومع ذلك، في المعركة التي تلت ذلك في قلعة لابارا في مقاطعة ليكاندوس [الإنجليزية] (خريف عام 976)، هُزمت القوة الموالية المشتركة، وكان ميخائيل أول من تراجع وفقًا للمؤرخين. وكما علّق سكايليتزيس بشكل واضح، فإن سلوك ميخائيل أثناء المعركة كان يُعزى إما إلى الجبن أو إلى الخبث؛ ومن المؤكد أنه بعد فترة وجيزة، هجر المعسكر الإمبراطوري وانضم إلى سكليروس. وفقًا لما ذكره يحيى الأنطاكي المعاصر، فر ميخائيل في البداية إلى قلعة في بند الأناضول، لكن سكليروس تبعه وأقنعه بالانضمام إلى جانبه. أدى انشقاق ميخائيل إلى سيطرة سكليروس على أنطاكية أيضًا: أمر ميخائيل ابنه قسطنطين بالانضمام إليه، وتركت المدينة في أيدي عربي من كُليب، الذي سرعان ما أطاح به عربي آخر، عبيد الله، الذي انضم أيضًا إلى سكليروس. في صيف عام 977 م، تم نشر بوتسيز، إلى جانب رومانوس تارونيتس، في قيادة قوات سكليروس لمراقبة عمليات الجيش الإمبراطوري المتقدم من كوتاهية إلى قونية. أدى وجود قافلة الجزية القادمة من حلب إلى تورط القوتين في قتال مرتجل في أوكسيليثوس، والذي انتهى بهزيمة دموية للمتمردين. بعد ذلك، غيّر ميخائيل ولاءه مرة أخرى وانضم إلى الجيش الإمبراطوري، الذي كان يقوده الآن بَارداس فوكاس [الإنجليزية].
لا يُعرف أي شيء عن مسيرة ميخائيل خلال السنوات الاثنتي عشرة التالية. على نحو فريد من بين القادة العسكريين الذين ثاروا ضده، استمر باسيليوس الثاني في الاعتماد على ميخائيل وأوكل إليه مرة أخرى المنصب الحرج لدوق أنطاكية في عام 989، في أعقاب تمرد آخر، هذه المرة بقيادة بارداس فوكاس. في تشرين الثاني 989 م، استولى ميخائيل على المدينة من ليو فوكاس [الإنجليزية]، ابن بارداس، الذي كان قد خضع للإمبراطور قبل أشهر فقط. ومن هذا المنصب، قاد ميخائيل على مدى السنوات القليلة التالية الدفاع عن الحدود الإمبراطورية في جولة متجددة من القتال مع الفاطميين، حيث تنازع الإمبراطوريتان على السيطرة على إمارة حلب الحمدانية.
في عام 991 قدم المساعدة العسكرية لأمير حلب الحمداني، سعد الدولة، مما مكن الأخير من هزيمة المتمردين باجور، الذين حاولوا الاستيلاء على حلب بمساعدة الفاطميين. وفي وقت مبكر من العام التالي، تقدم جيش فاطمي بقيادة مانجوتكين نحو حلب. أرسل مانجوتاكين رسولًا إلى ميخائيل، مدعيًا أن صراعه كان مع حلب، ولم يكن البيزنطيون هم من يشاركونه، لكن ميخائيل أمر باعتقال الرسول. بعد هزيمة الحمدانيين في معركة قرب أفاميا، حاصر مانجوتكين حلب لمدة 33 يومًا، وبعد ذلك ترك جزءًا من قواته خلفه وقاد الباقي لمواجهة ميخائيل، الذي كان يسير لمساعدة المدينة. وفي المعركة التي تلت ذلك في سيديروفيجون (تُسمى في المصادر العربية: جسر الحديث) هُزم ميخائيل ورجاله. وواصل مانجوتاكين نجاحه بالاستيلاء على قلعة إم، التي كان يقودها ابن أخ ميخائيل، وأسره هو و300 جندي، قبل الشروع في غارة نهب عبر الأراضي البيزنطية حتى جيرمانيكيا (بالعربية: مرعش). عاد القائد الفاطمي إلى حلب، لكنه لم يتمكن من الاستيلاء عليها فانسحب في وقت لاحق من العام. وفي نفس الوقت تقريبًا، ثار السكان المسلمون في لاودكية [الإنجليزية]، ميناء أنطاكية البحري، لكن ميخائيل تمكن من قمعهم وترحيل السكان إلى داخل الأراضي البيزنطية في آسيا الصغرى (الأناضول).
في أواخر صيف عام 993، أطلق مانجوتاكين حملة أخرى، واستولى على أفاميا ولاريسا (بالعربية: شيزر) واستمر في غاراته في المقاطعة البيزنطية حول أنطاكية، قبل أن يعود بسلام إلى دمشق. وفي ربيع عام 994 م، تحرك مانجوتاكين مرة أخرى ضد حلب. ردًا على نداءات المساعدة التي أطلقها الحمدانيون، أمر باسيل الثاني ميخائيل بالقدوم لمساعدتهم، وأرسل القضاة ليو ميليسينوس مع التعزيزات إلى الشام. لكن الجيش البيزنطي فوجئ وتعرض لهزيمة ثقيلة عندما هاجمه مانجوتاكين على جناحين في مَعركة [الإنجليزية] على ضفاف نهر العاصي، في 15 أيلول 994 م. واصل مانجوتاكين الاستيلاء على أعزاز واستمر في حصار حلب حتى تدخل باسيل الثاني شخصيًا في حملة خاطفة في العام التالي. وقد أدت هذه الإخفاقات، فضلًا عن الاتهامات بأنه أدى إلى تفاقم الصراع بسجن السفير الفاطمي في عام 992 م، إلى إثارة استياء باسيليوس من ميخائيل، الذي تم استبداله بديميان دالاسينوس [الإنجليزية].
لم يُعرف أي شيء آخر عن ميخائيل بعد ذلك، وربما يكون قد توفي في وقت ما حول خريف عام 995 م. كان لديه على الأقل ثلاثة أبناء، ميخائيل، وثيوغنوستوس، وصموئيل، وهم معروفون لأنهم تآمروا ضد قسطنطين الثامن بعد أن أعمى ابن مايكل (فقع عيناه)، المسمى قسطنطين، في عامي 1025/1026 م.